# Ilha Shelly

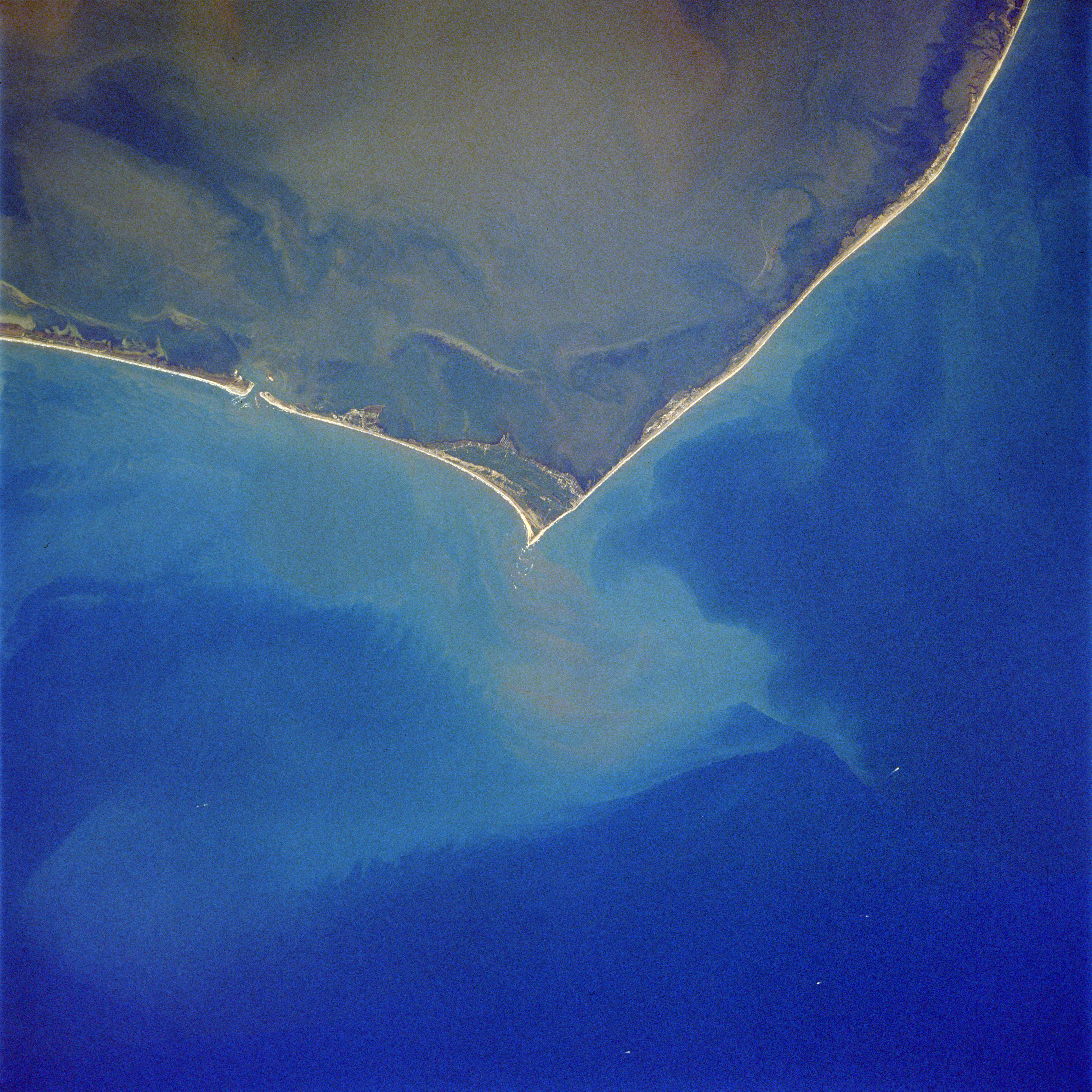
Em 1989, foto do cabo Hatteras, com Cape Point no centro. A ilha Shelly formou-se apenas fora da ponta de Cape Point.

A ilha Shelly é uma ilha arenosa que começou a se formar em torno de abril de 2017, como um banco de areia nos Outer Banks da Carolina do Norte. Localizada fora da ponta de Cape Point, em Buxton, Carolina do Norte, a ilha em forma de crescente usa cerca de uma milha de comprimento e mais de 500 pés (150m) de largura. Foi apelidado de Ilha Shelly pelos habitantes locais por causa das grandes quantidades de conchas que são encontradas na costa.

## Geografia
A ilha fica a poucas centenas de metros de distância da Ilha Hatteras , com água a uma profundidade não superior a 5 pés (1,5 m). A área circundante é conhecida como o Cemitério do Atlântico. Pequenos montes freqüentemente aparecem e desaparecem nesta área, mas Ilha Shelly é notável por seu tamanho e a velocidade com que se formou. Enquanto a ilha permanece destacada, ela fica sob a jurisdição do Condado de Dare, Carolina do Norte. Se crescer o suficiente para fundir-se na Ilha Hatteras, ele potencialmente estará sob jurisdição federal e se tornará parte do Cape Hatteras National Seashore. A ilha provavelmente não durará um ano completo como uma forma de relevo separada.
A partir de 18 de setembro de 2017, Ilha Shelly conectou-se à terra e agora faz parte da Ilha Hatteras.
Após o Furacão Maria, a ilha foi reduzida a uma pequena barra de areia. 95% dela se foi. Em 2018 já tinha desaparecido